# Martisberg
Martisberg foi uma comuna da Suíça, no Cantão Valais, com cerca de 28 habitantes. Estendia-se por uma área de 3,0 km², de densidade populacional de 9 hab/km². Confinava com as seguintes comunas: Betten, Grengiols, Lax. 
A língua oficial nesta comuna era o Alemão.

## História
Em 1 de janeiro de 2014, passou a formar parte da nova comuna de Bettmeralp.